# 니무라 데루오
니무라 데루오(일본어: 二村 昭雄, 1943년 5월 2일 ~ )는 일본의 전 축구 선수이다.

## 국가대표팀 경력
그는 1970년 아시안 게임에 참가할 일본 국가대표팀에 발탁되었으며, 12월 10일 말레이시아와의 경기에서 데뷔했다. 그는 국제 A매치 통산 5경기에 출전했다.

## 통계
| 일본 | 일본 | 일본 |
| 연도 | 출전 | 득점 |
| ---- | ---- | ---- |
| 1970 | 5    | 0    |
| 통산 | 5    | 0    |